# Citakovți, Gabrovo
Citakovți (în bulgară Читаковци) este un sat în comuna Gabrovo, regiunea Gabrovo,  Bulgaria. 

## Demografie
Componența etnică a satului Citakovți
     Bulgari (100%)
     Nicio identificare (0%)
     Altele (0%)
La recensământul din 2011, populația satului Citakovți era de 12 locuitori. Din punct de vedere etnic, toți locuitorii erau bulgari.

Locuitorii au fost odată turci Çıtak (Čitaci).
Evliya Çelebi i-a descris pe turcii Çıtak (Chitak), în numele său Seyahat ca „un amestec de diferite popoare, cum ar fi bulgaro-grec-tătar-moldovenesc” și chiar a dat exemple din limba lor, unii dintre ei, au mers la 1877-1878 otoman- Războiul Rusiei, războaiele balcanice 1912-1913 și după primul război mondial 1914-1915 războaiele emigrate în Anatolia trăiau în Ankara, alții în provinciile Tekirdağ și Çanakkale..